# Plankenfels
Plankenfels è un comune tedesco di 886 abitanti, situato nel land della Baviera.